# Halsbandparkiet

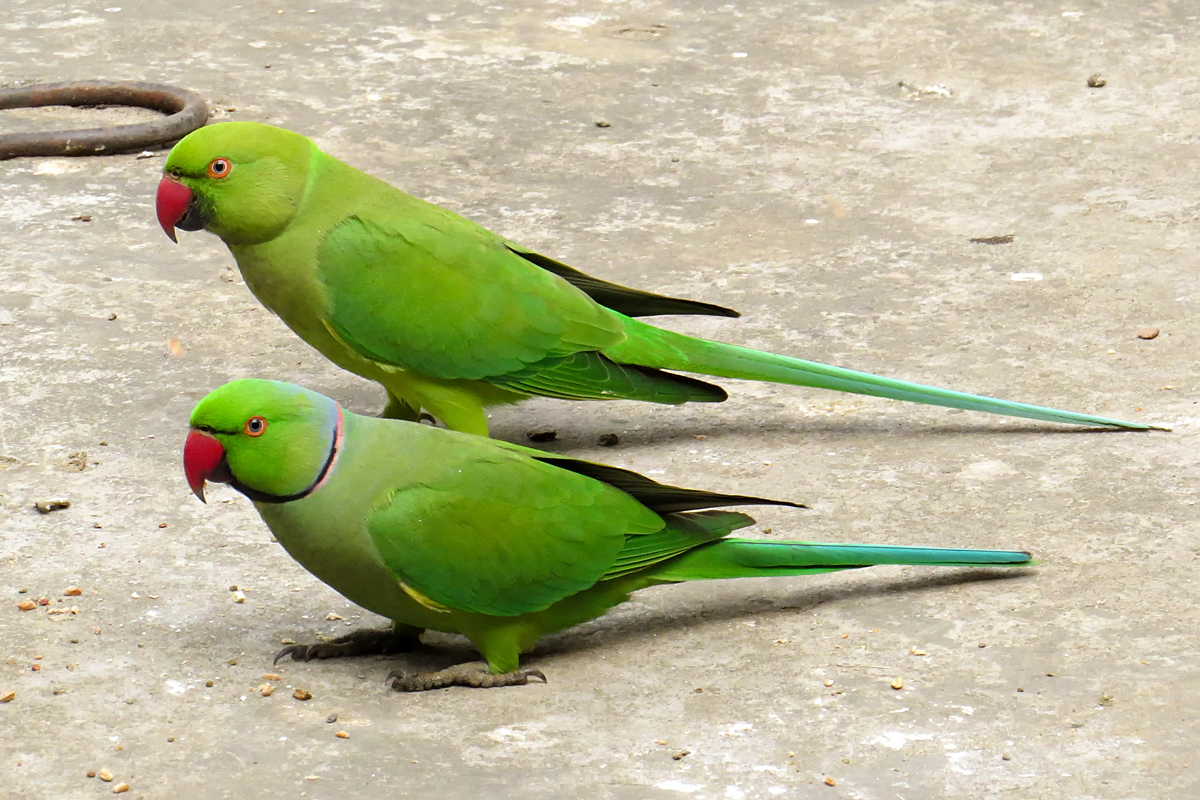
Halsbandparkiet

De halsbandparkiet (Psittacula krameri) is een papegaaiachtige uit tropisch Afrika en Zuid-Azië, die ooit naar Europa is gehaald als volièrevogel. In de loop der jaren is een aantal van deze vogels ontsnapt of vrijgelaten. Zij bleken goed te aarden in West-Europa, konden zich vermenigvuldigen tot vele tienduizenden exemplaren en hebben zich ondertussen als exoot gevestigd.

## Kenmerken
De halsbandparkiet is een opvallend groen gekleurde, vrij grote vogel met een lange, puntige staart en een rode snavel. De totale lengte is circa 42 centimeter. Hij heeft een heel opvallende, luide lokroep. Er bestaan 4 ondersoorten die voornamelijk in lengte van de bek en van het lichaam verschillen (Forshaw, 1978). De mannetjes onderscheiden zich door een band die rond de nek roze is en bij de keel zwart. De middelste staartpennen hebben een blauwachtige schijn. Bij het vrouwtje is de band onduidelijk, juvenielen zijn geler en hebben een onduidelijke of zelfs geen band.

## Habitat en leefwijze in oorspronkelijke verspreidingsgebied
De soort telt vier ondersoorten:
- P. k. krameri: van zuidelijk Mauritanië en Senegal tot zuidelijk Soedan en westelijk Oeganda.
- P. k. parvirostris: van oostelijk Soedan tot noordwestelijk Somalië.
- P. k. borealis: van noordwestelijk Pakistan tot zuidoostelijk China en centraal Myanmar.
- P. k. manillensis: zuidelijk India en Sri Lanka.

In zijn herkomstgebied komt de soort voor in loofbossen en lichte secundaire jungle, maar ook in tuinen, boomgaarden en gecultiveerde gebieden in de buurt van dorpen en steden. Ze vermijden bergen, woestijnen, drasland en dichte bossen. De parkieten worden normaal in kleine groepen van een 10 à 15 vogels waargenomen, maar bij de gemeenschappelijke slaapplaatsen buiten het broedseizoen of op plaatsen met een grote hoeveelheid voedsel kunnen ze groepen vormen van honderden of zelfs duizenden vogels.

## Voortplanting
De vogels zijn grotendeels monogaam en vormen paren tijdens het paarseizoen. Verder zijn ze sedentair en beginnen ze rond het derde levensjaar te broeden.
Zoals bijna alle parkieten zijn het holenbroeders die hun nestholte in de stam van bomen uitknagen. In India gebruiken ze ook holten in muren. Gebroed wordt er solitair of in losse groepen, tot acht paren in dezelfde boom. De territorialiteit beperkt zich tot de onmiddellijke omgeving van het nest, terwijl broedvogels elkaar kunnen assisteren om roofdieren te verjagen.

## Voedsel
Het voedsel bestaat vooral uit zaden, granen, fruit, bloemen en nectar, maar eigenlijk is de halsbandparkiet een omnivoor. Zowel in België, Groot-Brittannië als in Duitsland werd vastgesteld dat ze allerlei soorten voedsel eten, maar voornamelijk bloemen en vruchten. Van het gebruikelijke tuinvoer eten de vogels het liefste pinda's. In koelere gebieden van Europa blijft hun verspreiding beperkt tot de steden omdat ze tijdens de winter onvoldoende in staat zijn om buiten de steden voedsel te vinden.
De halsbandparkiet wordt in zijn natuurlijk areaal beschouwd als een plaagdier dat 'verspillend' te werk gaat, want hij heeft de neiging om uit halfrijp fruit slechts een tot drie happen te nemen en dan naar de volgende vrucht te gaan. Het opbrengstverlies aan zonnebloemen en maïs kan oplopen tot respectievelijk 33 en 4,6% ten gevolge van parkietenvraat. In Nederland blijft het probleem beperkt tot het eten van knoppen van bijvoorbeeld kastanjebomen. Deze worden 's winters opengepikt om bij de in de knop latente bloemen te komen. Later eten zij van de ontluikende bloemen en het jonge groen.

## Halsbandparkiet als exoot

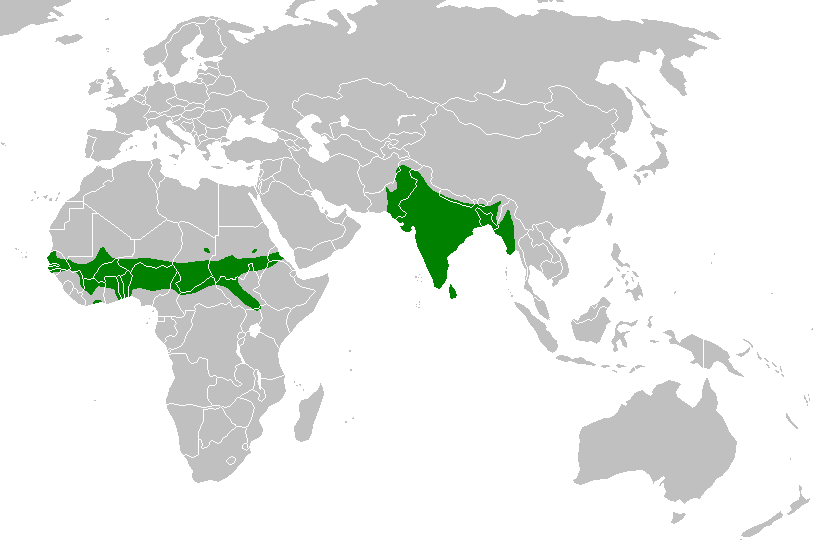
Natuurlijk verspreidingsgebied

### Verspreiding
De oorspronkelijke leefgebieden liggen in India en in Afrika ten noorden van de evenaar. Volgens de overlevering bracht Onesikritos, een stuurman op de vloot van Alexander de Grote, als eerste een levende halsbandparkiet mee, de eerste papegaaiachtige in Europa. Zijn wereldwijde populariteit als kooivogel heeft ervoor gezorgd dat de halsbandparkiet op verschillende plaatsen verwilderde populaties heeft kunnen vormen, door ontsnappingen uit volières of door opzettelijke vrijlating. Halsbandparkieten zijn waargenomen in 35 landen op alle continenten, Antarctica uitgezonderd. In Europa bevinden de grootste populaties zich in Zuidwest-Engeland, België, Nederland en Duitsland. Hij komt ook voor in Spanje (rond Barcelona en in Andalusië) en Frankrijk (rond Parijs en ook Fréjus) alsook in Portugal (Lissabon) en in Rome. In 2016 werd het aantal halsbandparkieten in Europa geschat op 85.000.

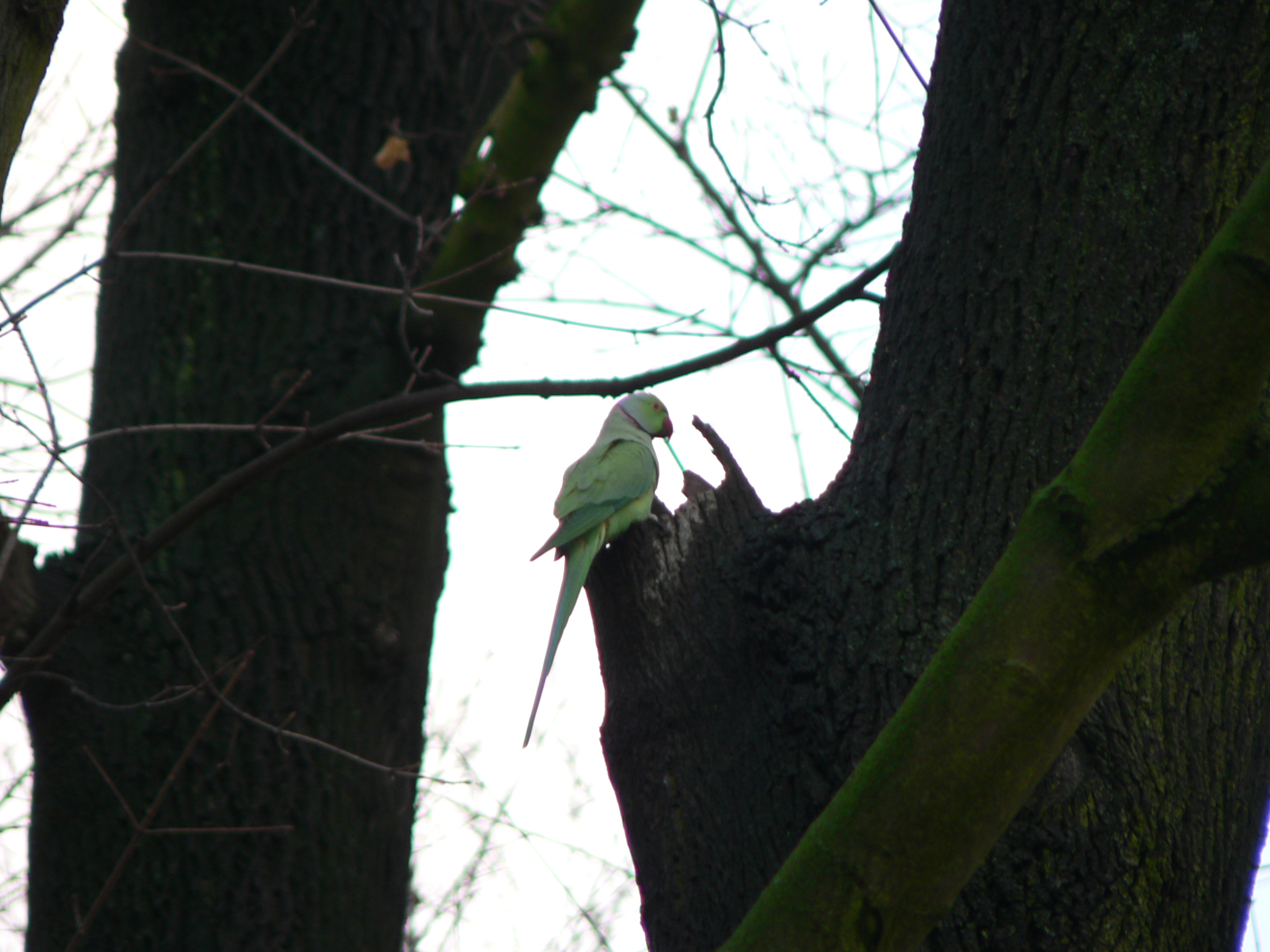
Halsbandparkiet in het Brusselse Jubelpark

### Situatie in België
In 1974 werd in het Brusselse Meli Park op de Heizel een vijftigtal parkieten losgelaten door Guy Florizoone, de toenmalige directeur van de Brusselse Meli. De vogels verspreidden zich snel over Brussel en het eerste broedgeval buiten het Meli Park dateert uit 1975. In 1984 telde men 250 vogels, in 1988 waren het er 500 en in 2005 werd de populatie op 7.000 (data AVES, België) vogels geschat. In 2014 kwam er een schatting van 28.500 halsbandparkieten in België. Tussen de ruim 10.000 en 12.000 parkieten zouden in Brussel leven. Vanuit hun broedplaatsen in onder andere het Jetse Dielegembos en Laarbeekbos verspreidden ze zich geleidelijk over de rest van Brussel en nabijgelegen gemeenten. Ook in het Arenbergpark te Heverlee is er intussen een populatie van enkele honderden vogels aanwezig. Samengevat komen rond 2012 grote concentraties halsbandparkieten voor in een straal van 40 km rond Brussel met uitlopers tot in Aalst (in het westen), Mechelen (in het noorden) en Leuven (in het oosten).  In 2025 komt de soort voor in diverse gemeenten en buitenwijken rond Antwerpen, in parken, kasteeldomeinen en bossen.  Bijvoorbeeld in het park Vordenstein in Schoten. 
De Brusselse halsbandparkieten vertonen, net als in hun natuurlijk Indische areaal, een voorkeur voor meer open gebieden zoals parken en tuinen en vermijden dichte bossen. Dit geldt ook voor de Engelse en Duitse populaties. Onderzoek op basis van punttellingen wees uit dat de verspreiding over de Brusselse parken en bossen vooral door het nestholteaanbod en de afstand tot de slaapplaats in Evere bepaald wordt. Verder blijkt ook dat de soort een relatief open landschap verkiest, maar binnen dit landschap wel in relatief dichte bosbestanden broedt.

### Situatie in Nederland

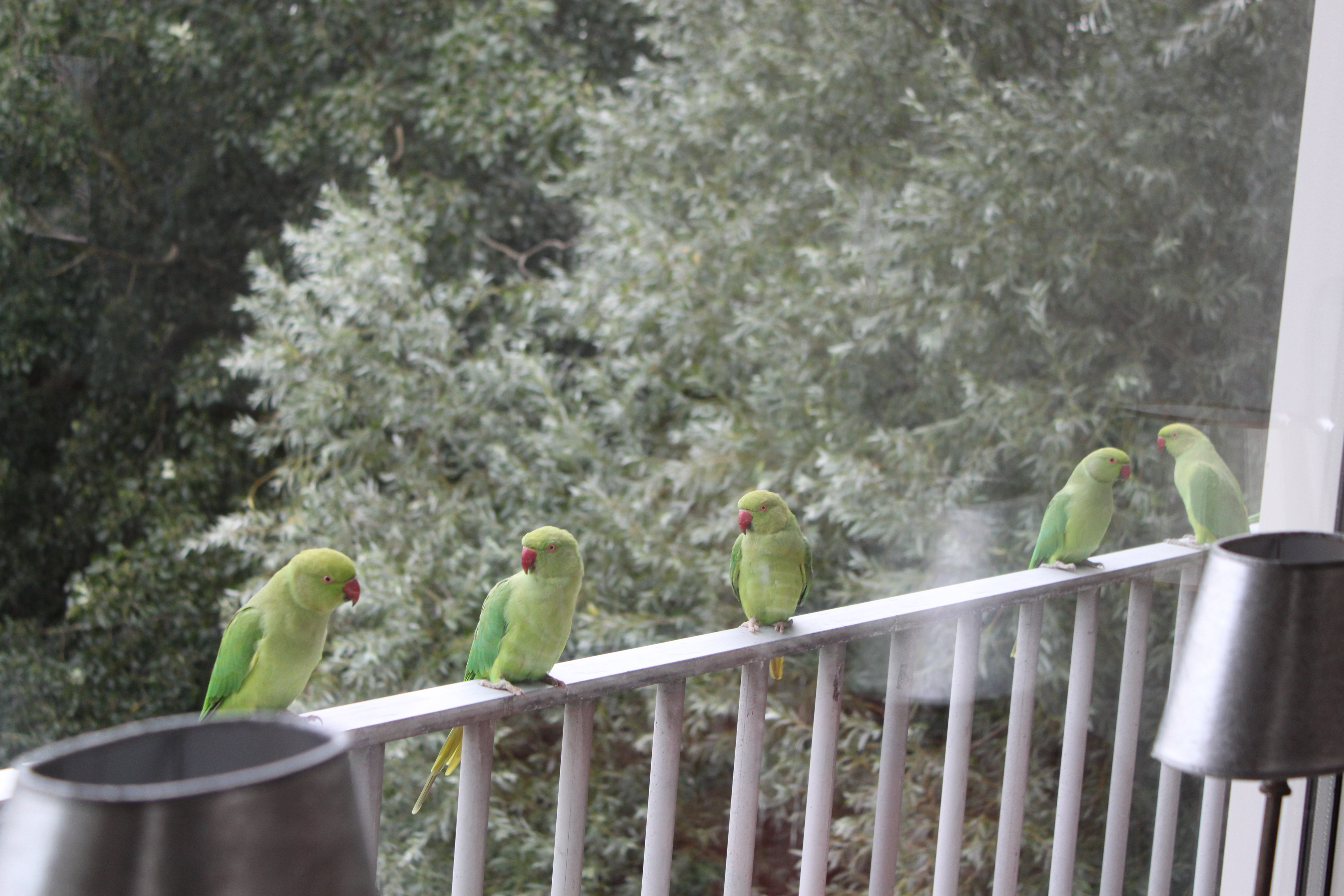
Halsbandparkieten op een balkonrailing in Oegstgeest

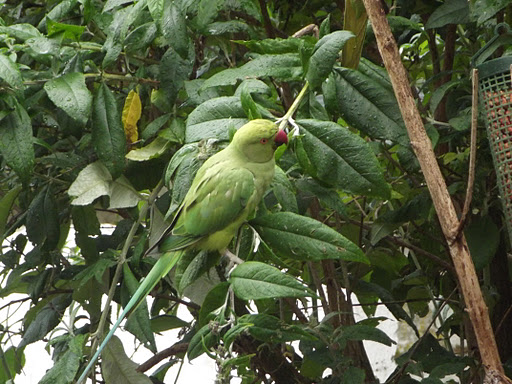
Halsbandparkiet op bezoek in een tuin

In Nederland heeft deze parkiet zich tussen 1996 en 2009 sterk uitgebreid over de hele Randstad. In 2013 werd het totaal aantal vogels (op grond van tellingen op slaapplaatsen) geschat op meer dan 10.000 individuen (broedende vogels en hun onvolwassen nakomelingen). Rond 2010 leek het erop dat de aantallen stabiliseerden. Mogelijk was dit het gevolg van een serie minder zachte winters. Uit onderzoek blijkt echter dat een strenge winter (zoals die van 1996) geen blijvend effect heeft op de populatiegrootte. Sovon verwachtte daarom in 2014 dat de aantallen verder zouden stijgen en dat het leefgebied van de vogel zich zou uitbreiden in gebieden buiten de Randstad.
In 2018 kwam de halsbandparkiet voor in een aaneengesloten gebied in de provincies Zuid-, Noord-Holland en Utrecht, in Dordrecht, Rotterdam, Delft, Den Haag, Leiden, Haarlem, Zaanstad, Purmerend,  Amsterdam, Utrecht, Nieuwegein, IJsselstein, Gouda, Alphen aan den Rijn, Alkmaar, Hoorn (Noord-Holland), de tussenliggende dorpen en het Groene Hart. Buiten dit min of meer aangesloten gebied zijn er plaatselijk in Zeeland, Noord-Brabant en de kop van Noord-Holland broedgevallen. De vogels verspreiden zich ook buiten de steden met een snelheid van 0,3 tot 0,7 km per jaar. Het totaal aantal broedparen in Nederland werd in 2022 door Sovon geschat op 22.000.

### Gevolgen
Over de ecologische en economische impact van de halsbandparkieten is reeds vaak gespeculeerd, maar bestaan relatief weinig harde gegevens. In gebieden met veel halsbandparkieten lijken minder boomklevers en grote bonte spechten te worden waargenomen, wat concurrentie om nestholtes tussen deze soorten suggereert. Anderzijds is er wel grote overlap in nestholtekenmerken gevonden, maar hebben weinig observaties van directe agressie plaatsgevonden. Het nestholteaanbod is vaak een belangrijke factor in de verspreiding van holenbroeders. Echter, in natuurlijke loofbossen is er normaal gezien geen tekort aan nestholtes omdat zonder menselijke ingrepen er in elk langlevend, natuurlijk bos grote, dode bomen voorkomen die een belangrijke bron van nestholtes zijn. De Europese stadsparken en bossen zijn echter niet natuurlijk, maar sterk beheerd en het verminderde nestholteaanbod in beheerde bossen heeft een sterk negatief effect op het voorkomen van holenbroeders.
Concurrentie om nestholtes tussen holenbroeders is waargenomen tussen exoten en inheemse standvogels, voornamelijk tussen de in Noord-Amerika geïntroduceerde spreeuw en verschillende spechten. Ook tussen de in Australië geïntroduceerde treurmaina (Acridotheres tristis) en de inheemse holenbroeders is concurrentie vastgesteld.
In België is in het verleden schade gemeld aan sier- en fruitbomen. In Groot-Brittannië zijn er recente, maar eerder anekdotische klachten over economische schade aan landbouwgewassen, meer bepaald in wijngaarden. Ook in Nederland komen er sinds een aantal jaren meldingen van overlast, aanleiding voor het 'Platform Stop invasieve exoten' om op te roepen tot het beperken van de populatie in Nederland. Natuur- en vogelbeschermers zien hier geen enkele aanleiding voor. In 2014 heeft een onderzoeksbureau in opdracht van Team Invasieve Exoten van Bureau Risicobeoordeling en Onderzoeksprogrammering van de Nederlandse Voedsel- en Warenautoriteit een schade-inventarisatie en risicoschatting uitgevoerd. Uit de conclusie van het onderzoek blijkt dat halsbandparkieten een serieus gevaar kunnen vormen voor de fruitteelt en
mogelijk de boomteelt.
Sommige stadsbewoners weten de halsbandparkiet evenwel te waarderen. Toen Sovon Vogelonderzoek Nederland het jaar 2004 uitriep tot het jaar van de halsbandparkiet, werden grote aantallen foto's opgestuurd door mensen die graag "hun parkiet" lieten zien.

### Toekomst
Rond 2009 vlogen er in Vlaanderen minstens 10.000 halsbandparkieten rond. Deze exoot kan mogelijk uitgroeien tot een van de talrijkste holenbroeders in deze contreien, blijkt uit Antwerps onderzoek. Een dramatisch effect op inheemse vogelpopulaties is echter onwaarschijnlijk. Het aantal zou volgens onderzoek gemakkelijk ruim vier keer zoveel kunnen worden. Vooral langs de as Brussel-Mechelen-Antwerpen is nog ruimte genoeg, maar de exoten kunnen ook rond Leuven, Turnhout, Brugge en Gent terecht. Die regio’s zijn immers sterk verstedelijkt en er zijn verschillende oudere bossen, parken en kasteeldomeinen te vinden. Ook hier zou blijken dat daar waar de halsbandparkiet terrein wint, de inheemse boomklever afneemt, omdat de parkiet zijn nestholtes inpikt. Volgens deskundigen kan in het ergste geval, als de halsbandparkiet zich ook buiten stedelijke gebied uitbreidt, een derde van de boomkleverpopulatie verdwijnen. Voor concurrentie tussen de parkieten en andere soorten zijn bij onderzoek in Vlaanderen geen aanwijzingen gevonden.
Het is mogelijk dat het aantal nestholen de verdere groei van de populaties in steden als Amsterdam en Brussel zou kunnen beperken, maar buiten de huidige vestigingssteden lijken geschikte leefgebieden nog volop aanwezig te zijn, zoals de parken in grotere steden. In die parken moeten hoge bomen staan en, al dan niet op enige afstand hiervan, moeten nestholen te vinden zijn. Een voorbeeld van een habitat die nog niet door halsbandparkieten is bewoond, maar waarschijnlijk zeer geschikt is, is park Sonsbeek in Arnhem. Sovon vogelonderzoek Nederland en Waarneming.nl inventariseren het voorkomen van de halsbandparkiet in Nederland. In België zijn er, volgens de Universiteit Antwerpen, nog geschikte uitbreidingsgebieden rond Turnhout, Bilzen en Brugge.

## Andere papegaaiachtigen
Een andere papegaaiachtige die in Nederland en België is verwilderd is de monniksparkiet. In Nederland zijn in kleine steden en dorpen vestigingen bekend, meestal in relatie tot een kooi met deze vogels van een particulier. Vaak verdwijnen deze vestigingen na enige tijd. In de regio Amsterdam en Haarlem leven enkele grote alexanderparkieten tussen de halsbandparkieten. Tevens komen er een aantal voor op Terschelling en Ameland. Deze soort is verwant aan de halsbandparkiet. Theoretisch is het mogelijk dat ook deze soort zich in Nederland uitbreidt.